# Solothurnersee
Der Solothurnersee ist Gegenstand eines wissenschaftlichen Modells zur Erklärung der sedimentologischen Verhältnisse im Bereich des Jurasüdfusses. Das ehemalige Vorhandensein eines solchen über 100 Kilometer langen vorgeschichtlichen Sees im Schweizer Mittelland ist in der Forschungsgeschichte kontrovers diskutiert worden.

## Genese
Der See könnte entstanden sein, als sich der Rhonegletscher nach der letzten Eiszeit um rund 15'000 vor Christus wegen der Erwärmung des Klimas zurückzog. Das Schmelzwasser von Rhone- und Aaregletscher wäre oberhalb der Endmoräne bei Wangen an der Aare östlich von Solothurn gestaut worden und hätte einen See gebildet, der sich am Jurasüdfuss bis nach La Sarraz im Kanton Waadt erstreckte und einen Wasserspiegel auf rund 450 m ü. M. erreichte.
An einzelnen Stellen kam es nach dem Schwund des Eises zu einem Abbruch von Felsmaterial von den Jura-Bergflanken. Ein Beispiel dafür ist die Wandflue bei Bettlach nahe Grenchen. Diese steile Felswand entstand nach einem Felssturz. Die Wandflue ist also bedeutend jüngeren Entstehungsdatums als etwa die Belchenflue, die während der Jurafaltung durch die Erosion entstanden war. 

## Landschaftsgeschichte
Rund 10'000 Jahre vor Christus, als die Gletscher bis auf Reste in den Alpentälern geschwunden waren und nur noch Geschiebe aus den Voralpen in das Mittelland gelangte, hätte der mächtige Schmelzwasserfluss wohl den Moränendamm bei Wangen an der Aare eingetieft und der Inhalt des Sees wäre dabei als sehr grosses, lange dauerndes Hochwasser talwärts geflossen.
Die Flüsse verfrachteten schon während der Vergletscherung und besonders beim Gletscherrückzug viel Geschiebe aus den Alpen und dem Jura in die glazialen Trogtäler des Mittellands, die sie nach den Gesetzmässigkeiten der Sedimentation in grossen Teilen mit Schwemmkegeln und andern Ablagerungen verfüllten. Schliesslich blieben der Bielersee, der Neuenburgersee und der Murtensee als letzte stehende Gewässer und weite Schwemmlandschaften wie das Grosse Moos, die Orbeebene und die Grenchner Witi übrig. Die Bildung des Bielersees wurde durch die Kette von Molassehügeln von Lengnau bis Ins begünstigt.
Bei Baustellen etwa in Biel sind die Ablagerungen aus älteren Seebecken auch in der Gegenwart noch zu spüren. Der Grundwasserspiegel liegt nur knapp unter der Oberfläche. Baugruben müssen deshalb ab einer gewissen Tiefe aufwändig mit Schlitzwänden gegen eindringendes Wasser geschützt werden. 